# Pärnu maantee 36 // Roosikrantsi 23

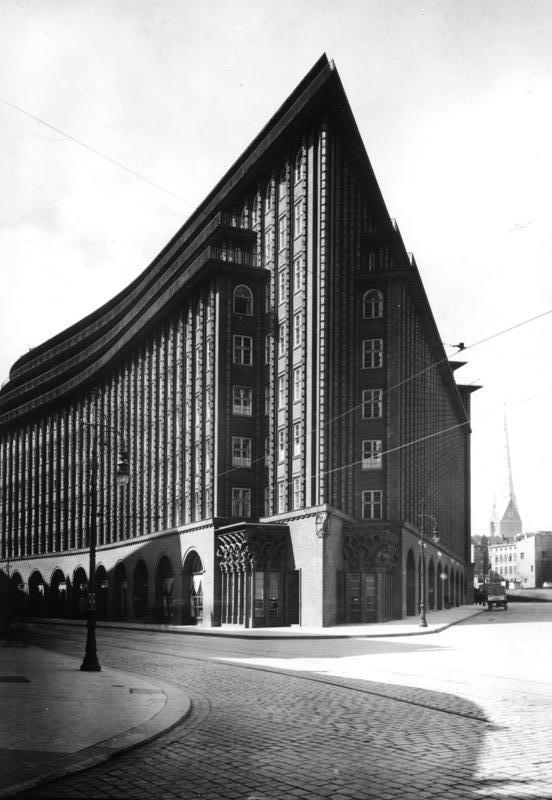
Robert Natus s'est inspiré du travail expressionniste en brique de Fritz Höger dans la Chilehaus de Hambourg en 1924.

Pärnu maantee 36 // Roosikrantsi 23 est un immeuble commercial et résidentiel à usage mixte situé à Tallinn, en Estonie, à l'angle des rues Pärnu maantee et Roosikrantsi, conçu par l'architecte allemand balte Robert Natus et construit entre 1935-36,. Le bâtiment est classé monument historique depuis 1997.

## Choix de style expressionniste en brique
La façade du bâtiment est faite de briques de clinker, c'est pourquoi le bâtiment est parfois aussi appelé "Clinker House" dans d'autres langues, comme la langue estonien . Avec la deuxième maison à clins de Natus sur la place Vabaduse (aujourd'hui l'hôtel de ville de Tallinn), ces deux œuvres architecturales, conçues à l'origine pour le même client, sont les expressions les plus directes de l'expressionnisme dans l'architecture estonienne, et l'expressionnisme en brique de Hambourg en Allemagne est un ancêtre direct des deux. L'héritage allemand de la Baltique de Natus a peut-être joué un rôle dans son intérêt pour l'architecture expressionniste en brique qui était très populaire dans le nord de l'Allemagne dans les années 1920 et 1930.
Le terrain en particulier, mais aussi le choix des matériaux, qui s'est avéré très satisfaisant avec le maître d'ouvrage, la première maison à clinker, ont été les raisons pour lesquelles la Chilehaus de Fritz Höger, également située sur une parcelle en arête vive à Hambourg, a été utilisé comme exemple de solution architecturale.
Selon l'historien de l'architecture Mart Kalm, le bâtiment Natus à Tallinn pourrait être décrit comme de l' Art déco – un style prétendument « plus doux » par opposition à l'agression expressionniste de la Chilehaus de Höger. Ce bâtiment en briques de clinker de Natus a été cité dans la littérature architecturale comme l'exemple le plus remarquable de l'architecture Art déco en Estonie.

## Descriptif du bâtiment
Le bâtiment résidentiel a cinq étages et son plan principal est en forme de V en raison de la parcelle triangulaire. Une aile du bâtiment fait face à la rue Roosikrantsi ; l'autre fait face à Pärnu Maantee. Les locaux commerciaux sont situés au rez-de-chaussée des deux ailes. À partir du deuxième étage, il y a des appartements de 2 à 4 pièces. Il y a trois escaliers en colimaçon dans le bâtiment ; les escaliers en colimaçon étant la coutume à l'époque pour de tels immeubles d'habitation.

## Conception d'angle expressionniste
La principale caractéristique notable de la maison est son apparence expressive, qui est obtenue avec une maçonnerie en brique de clinker à motifs et une composition symétrique. L'articulation des deux façades symétriques du bâtiment est réalisée de manière similaire à la Chilehaus. L'accent principal est la résolution d'angle avec une tour décorative, qui établit la présence dominante du bâtiment à la jonction des deux rues. L'accumulation progressive des volumes au coin de la rue était une conception décorative caractéristique du style expressionnisme en brique.
Les détails sculpturaux qui sont devenus caractéristiques de l'expressionnisme de brique manquent également à cette maison de clinker, au contraire des exemples expressionnistes allemands. Dans le coin de la maison, entre les magasins, il y a une figure de lion en clinker se dressant sur ses pattes arrière, qui tient les armoiries avec l'année de construction "1935",,,.

## Sources
1. 1 2  "Ekspressionism Tallinna arhitektuuris". Entsüklopeedia Tallinn. Köide 1. Tallinn: Eesti Entsüklopeediakirjastus, 2004, p. 59
2. 1 2 3 4 5  Mart Kalm. Eesti 20. sajandi arhitektuur. Tallinn: Prisma Prindi Kirjastus, 2001. pp. 123-24
3. 1 2  "Elamu Pärnu mnt 36/Roosikrantsi t. 23". Eesti Arhitektuur, vol. 1. Tallinn: Kirjastus "Valgus", 1993. p. 179.
4. ↑  Kultuurimälestis 8202 Elamu Pärnu mnt. 36/Roosikrantsi t. 23